# Auchtubh

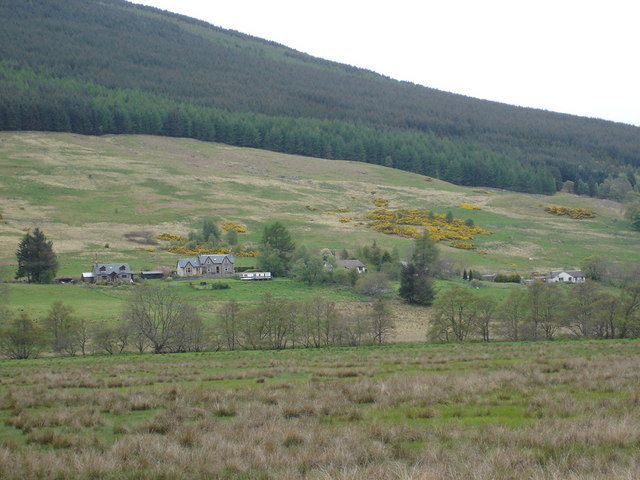
Blick von der anderen Talseite

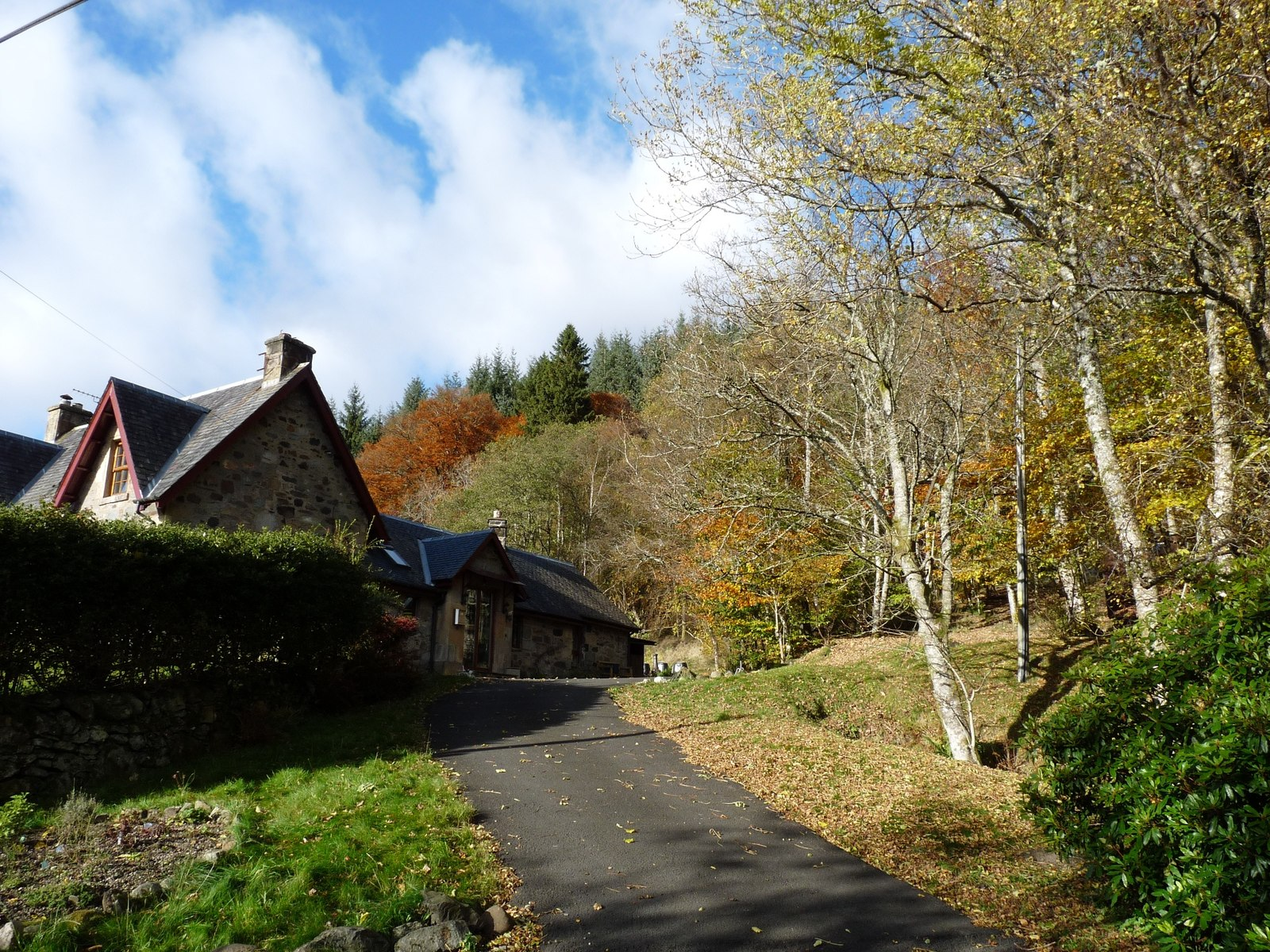
Ein Haus im Ort

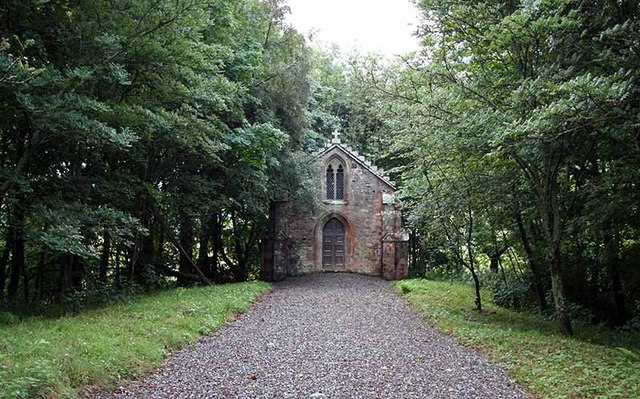
Das Macgregor Murray Mausoleum

Auchtubh (alternative Schreibweise Auchtoo) ist eine kleine Ortschaft, die nordwestlich von Stirling in der gleichnamigen Council Area im Norden von Schottland liegt.

## Geographie
Auchtubh liegt in einer dünn besiedelten Gegend am Nordhang eines Tales, durch das der Balvag fließt. Entstanden ist es als Straßendorf von Croftern. Ortschaften in der Nähe sind Balquhidder im Westen und Kingshouse im Osten.

## Historisches
Im Rahmen der historischen Gliederung Schottlands in Civil Parishes zählt Auchtubh zu Balquhidder, das zu Perthshire gehörte. Im Ort steht das Macgregor Murray Mausoleum, das 1973 als Listed Building der Kategorie B eingestuft wurde.